# Pont d'Amercœur
De Pont d'Amercœur is een brug over het Afwateringskanaal Luik, die de Luikse wijken Amercœur en Outremeuse met elkaar verbindt.

## Geschiedenis
Na het graven van het Afwateringskanaal was er aanvankelijk een houten brug. De eerste metalen Pont d'Amercœur werd gebouwd in 1876 door de firma John Cockerill. Te smal geworden voor het toenemende verkeer, werd deze in 1927 gesloopt en in 1929 werd een nieuwe brug geopend.
In de jaren '70 van de 20e eeuw werden de kades van het Afwateringskanaal gemoderniseerd waarbij het verkeer langs de kades onder de bruggen door werd geleid. Daartoe diende een nieuwe brug te worden gebouwd, welke in 1981 werd geopend. Deze brug werd gebouwd met de techniek van uitkragende liggers.